# رمک ۲۵۵۲
سیارک ۲۵۵۲ (به انگلیسی: 2552 Remek، نامگذاری:1978SP) دو هزار و پانصد و پنجاه و دومین سیارک کشف شده‌است که در ۲۴ سپتامبر ۱۹۷۸ کشف شد.
قدر مطلق سیارک برابر ۱۴٫۶۰ است.